# جيمس ميرفي (لاعب كريكت)
جيمس ميرفي (29 سبتمبر 1911 في أستراليا - 7 مايو 1984) (بالإنجليزية: James Murphy)‏ هو لاعب كريكت أسترالي.

## وصلات خارجية
- جيمس ميرفي (لاعب كريكت) على موقع إي آس بي آن كريك إنفو (الإنجليزية)